# Marco Destro
Marco Destro (Bra, 24 agosto 1980) è un cantante italiano, interprete di varie sigle di cartoni animati.

## Biografia
Ha iniziato la sua carriera di cantante nei primi anni novanta. In quel periodo si mise in mostra vincendo anche due puntate del programma Karaoke, presentato dal giovane Fiorello e raggiungendo la fase finale della celebre trasmissione Bravo Bravissimo, presentata da Mike Bongiorno.
Sempre negli anni novanta ha inciso molte sigle di telefilm e cartoni animati Mediaset, tra cui: Insuperabili X-Men, Power Rangers, Conan, Action Man e Che campioni Holly e Benji!!!, incisa in coppia con Cristina D'Avena. Il rapporto di collaborazione si interrompe nel 1997 a causa della sopraggiunta muta vocale, che costringe Destro a un periodo di inattività in cui il suo posto viene preso provvisoriamente da Enzo Draghi e poi in pianta stabile da Giorgio Vanni.
Dopo 17 anni, nel 2014 torna a cantare grazie alla cartoon cover band Puff Purple, ed è risalito sui palchi d'Italia riproponendo brani della sua infanzia riarrangiati in chiave hard rock e heavy metal.
Nel 2014 ha pubblicato un nuovo singolo dal titolo Action Man 2014 edito dalla SG Records in collaborazione con i Puff Purple.
Il 6 settembre 2015 è uscito un nuovo brano in collaborazione con i Puff Purple: Insuperabili X-Men, 20 anni dopo, in duetto con Pietro Ubaldi, l'altro interprete originale, e nuovamente con l'arrangiamento dei Puff Purple. Il brano è contenuto nell'album Puff Purple in Rock edito sempre dalla SG Records.

## Sigle interpretate
1994
- Conan (incisa nell'album Fivelandia 12) (Alessandra Valeri Manera - Carmelo Carucci)
- Insuperabili X-Men (insieme a Pietro Ubaldi) (incisa nell'album Fivelandia 12) (Alessandra Valeri Manera - Carmelo Carucci)
- Power Rangers (incisa negli album Cristina D'Avena e i tuoi amici in TV 7 e Fivelandia 12) (Alessandra Valeri Manera - Carmelo Carucci)

1995
- Bots Master (inedita su disco) (Alessandra Valeri Manera - Carmelo Carucci)
- Cadillacs e dinosauri (incisa nell'album Fivelandia 13) (Alessandra Valeri Manera - Vincenzo Tempera)
- Che campioni Holly e Benji!!! (insieme a Cristina D'Avena) (incisa nell'album Fivelandia 13) (Alessandra Valeri Manera - Silvio Amato)
- Cosa c'è nella palude? (inedita su disco) (Alessandra Valeri Manera - Valeriano Chiaravalle)
- Due draghi per una cintura nera (incisa nell'album Fivelandia 13) (Alessandra Valeri Manera - Carmelo Carucci)
- Re Artù e i cavalieri della tavola rotonda (incisa nell'album Fivelandia 13) (Alessandra Valeri Manera - Carmelo Carucci)
- Ryo, un ragazzo contro un impero (incisa nell'album Cristina D'Avena e i tuoi amici in TV 8) (Alessandra Valeri Manera - Valeriano Chiaravalle)
- Superhuman Samurai (incisa nell'album Cristina D'Avena e i tuoi amici in TV 8) (Alessandra Valeri Manera - Vincenzo Tempera)
- Universi paralleli per Bucky O'Hare (incisa nell'album Fivelandia 13) (Alessandra Valeri Manera - Valeriano Chiaravalle)
- VR Troopers (incisa nell'album Fivelandia 13) (Alessandra Valeri Manera - Valeriano Chiaravalle)

1996
- Action Man (incisa nell'album Fivelandia 14) (Alessandra Valeri Manera - Valeriano Chiaravalle)
- Exosquad (inedita su disco) (Alessandra Valeri Manera - Vincenzo Draghi)
- Il pericolo è il mio mestiere! (incisa nell'album Cristina D'Avena e i tuoi amici in TV 9) (Alessandra Valeri Manera - Valeriano Chiaravalle)
- La fabbrica dei mostri (incisa nell'album Fivelandia 14) (Alessandra Valeri Manera - Silvio Amato)
- La sfera del tempio orientale (inedita su disco) (Alessandra Valeri Manera - Vincenzo Draghi)
- Masked Rider: il cavaliere mascherato (incisa nell'album Fivelandia 14) (Alessandra Valeri Manera - Valeriano Chiaravalle)
- Quattro tatuaggi per un super guerriero (incisa nell'album Fivelandia 14) (Alessandra Valeri Manera - Vincenzo Draghi)
- Skeleton Warriors (inedita su disco) (Alessandra Valeri Manera - Valeriano Chiaravalle)
- Teknoman (inedita su disco) (Alessandra Valeri Manera - Vincenzo Draghi)
- Viaggiando nel tempo (inedita su disco) (Alessandra Valeri Manera - Silvio Amato)

1997
- 20.000 leghe nello spazio (incisa nell'album Cristina D'Avena e i tuoi amici in TV 10) (Alessandra Valeri Manera - Silvio Amato)

2014
- Action Man (con i Puff Purple, che hanno curato il nuovo arrangiamento, pubblicata come singolo digitale da SG Records) (Alessandra Valeri Manera - Valeriano Chiaravalle)

2015
- Insuperabili X-Men (con Pietro Ubaldi, arrangiato dai Puff Purple) (incisa nell'album Puff Purple in Rock, ed. SG Records) (Alessandra Valeri Manera - Carmelo Carucci)